# Douillet
Douillet är en kommun i departementet Sarthe i regionen Pays de la Loire i nordvästra Frankrike. Kommunen ligger i kantonen Fresnay-sur-Sarthe som tillhör arrondissementet Mamers. År 2022 hade Douillet 318 invånare.

## Befolkningsutveckling
Antalet invånare i kommunen Douillet
| Referens: INSEE |